# حزام الرأس (تقويم الأسنان)

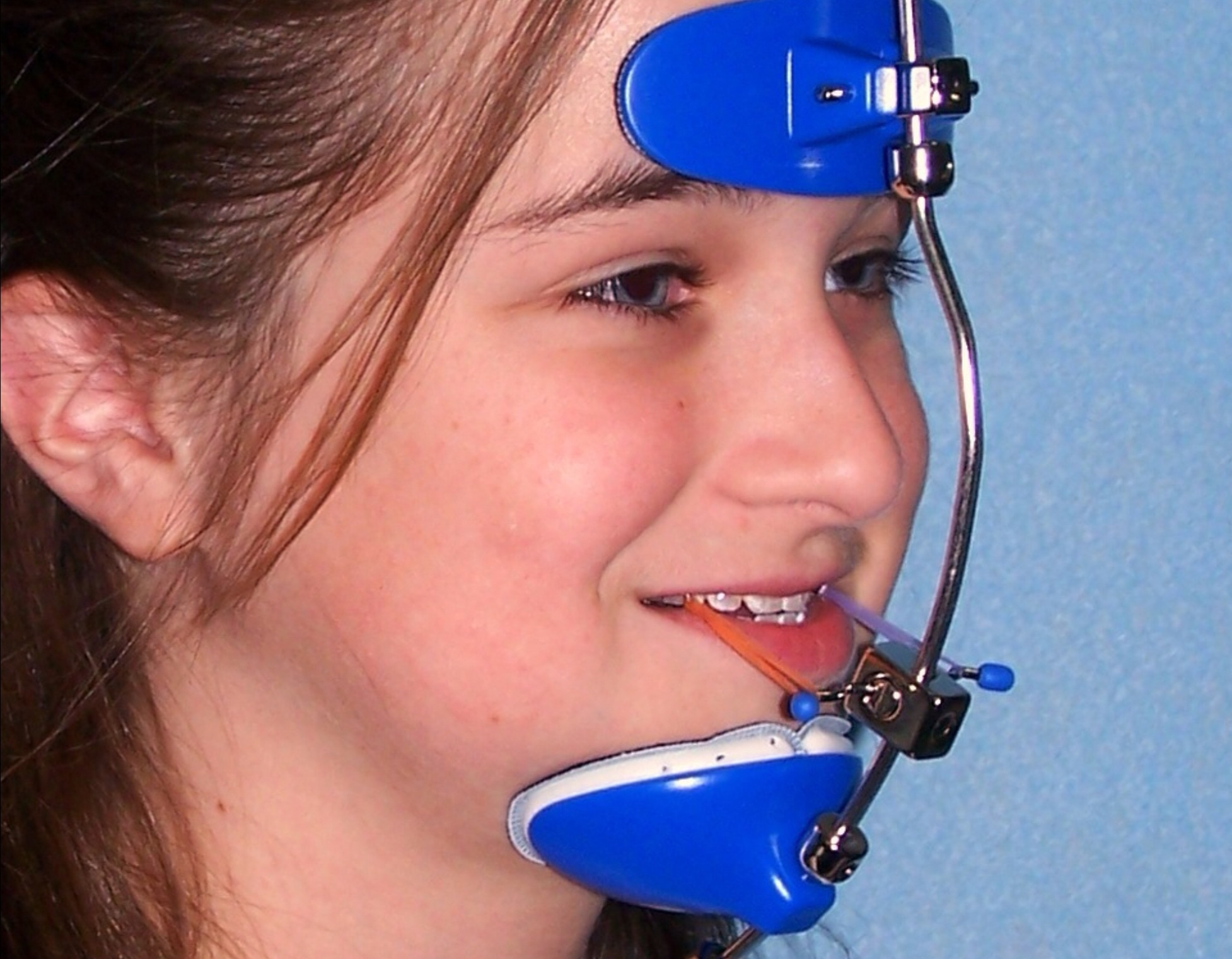

مثلما يوحي الاسم، فإن جهاز حزام الرأس المصنع من أجل تقويم الأسنان هو نوع من الأجهزة التقويمية المثبتة عادة برأس المريض مع رباط أو أشرطة حول رأس المريض أو عنقه. من هذا المنطلق، تُنقل القوة إلى الفم/الفك (أو الفكين).
يُعتبر حزام الرأس جهازًا تقويميًا يستخدم من أجل تصحيح العضة ودعم نموذج نمو الفك السليم. يوصى باستخدام حزام الرأس عادة عند الأطفال الذين ما تزال عظام الفك لديهم في طور النمو.
على عكس المشابك (الحاصرات) التقليدية، يُرتدى الحزام خارج الفم وبشكل جزئي. قد يوصي اختصاصي تقويم الأسنان بحزام رأس لمريض ما إذا كان نموذج عضته شديد الخطورة.
يقوم الجهاز عادةً بنقل القوة إلى الأسنان عبر خطاف الوجه أو (جاي) إلى أقواس أسنان المريض أو عبر الموسعات الحنكية التي تساعد في تصحيح مشاكل العضة الأكثر حدة أو يستخدم من أجل تثبيت أسنان المريض وفكيه بوضعية معينة.

## الحاجة للعلاج والتصحيحات المتزامنة
تُستخدم أحزمة الرأس في الغالب من أجل تصحيح التباين الأمامي الخلفي. يُعلق الحزام على الأقواس عن طريق الخطافات المعدنية أو الأقواس. تستخدم الأحزمة أو الأربطة من أجل تثبيت حزام الرأس إلى الجزء الخلفي من الرأس أو الرقبة. وفي بعض الحالات، تُستخدم كلتيهما.
تستخدم الأربطة المطاطية من أجل الضغط على القوس أو الخطافات. والغرض منها هو إبطاء أو كبح نمو الفك العلوي، أي منع البروز أو تصحيحه.
توجد أشكال أخرى من أحزمة الرأس تتعامل مع البروز العكسي، إذ لا يكون الفك العلوي متوضعًا في الأمام بدرجة كافية. إنه نوع مشابه لحزام الرأس -الذي يربط أيضًا بأقواس- ويشجع النمو الأمامي للفك العلوي.
ثمة أيضًا استخدام حزام الرأس من أجل توفير مساحة أكبر للأسنان. وفي هذه الحالة، يُثبت حزام الرأس على الأسنان الخلفية عبر عصابات حزام الرأس الخلفية وأنابيبه، ويساعد على سحب الأضراس للخلف في الفم، وفتح مساحة للأمام من أجل نقل الأسنان مرة أخرى باستخدام المشابك والأربطة. عادةً ما تُستخدم العديد من الأجهزة والملحقات جنبًا إلى جنب مع أحزمة الرأس، مثل: السلاسل أوالنوابض اللولبية أو جهاز توين بلوك أو صفائح التثبيت، أو قناع الوجه، أو خوذة حزام الرأس (خوذة حزام الرأس: هي حزام يُرتبط بالرأس والعنق مع حزام أو خوذة جامدة تغطي كامل الرأس)، وكابح الشفة، والموسعات الحنكية، والأشرطة المطاطية، والبيونيتر المرن، وأجهزة هيربست، وأجهزة ويلسون، وأنواع أخرى من أحزمة الرأس، وصفائح تحديد الموضع، وأجهزة جاسبر جامبر. يرتدي العديد من المرضى مجموعة من هذه الأجهزة أو جميعها في أي وقت من الأوقات أثناء فترة علاجهم.

## أشكال استخدامات حزام الرأس العلاجية
يجب ارتداء الحزام لفترة تمتد ما بين 12 و23 ساعة يوميًا؛ كي تكون فعالة في تصحيح العضة الزائدة، ولكنه يوضع عادة لمدة تتراوح بين 12 و18 شهرًا اعتمادًا على مدى سوء الحالة، ومدى ارتداء الجهاز، ومدى نمو المريض. يتراوح وقت الاستخدام اليومي المحدد بين 14 و16 ساعة في اليوم.
يتكون حزام الرأس عادة من ثلاثة مكونات رئيسة:
1. القناع الوجهي: أولاً، يُثبت القوس الخارجي (أو خطافات جاي) بقوس معدني على أنابيب أحزمة الرأس وتكون متصلة بالطواحن العلوية والسفلية الخلفية. يمتد هذا الوجه من الفم وحول وجه المرضى. تختلف (خطافات جاي) من ناحية كيفية تعليقها في فم المرضى، وتعلق مباشرة على الدعامة.
2. حزام الرأس: المكون الثاني هو حزام الرأس، الذي يتكون عادةً من واحد أو عدد من الأشرطة الموجودة حول رأس المريض. يُرفق هذا مع عصابات مرنة أو مطاطات إلى القناع الوجهي. تستخدم الأشرطة الإضافية والمرفقات لضمان الراحة والأمان.
3. المرتكز: المكون الثالث والأخير، يتكون عادة من الأربطة المطاطية أو المطاط أو النوابض، يجمع بين قوس الوجه أو (خطافات جاي) وحزام الرأس معًا، ما يوفر القوة الكافية من أجل تحريك الأسنان العلوية والفك إلى الخلف.

يحدث ألم الأسنان عادة عند المضغ أو عندما تلمس الأسنان شيئًا معتادًا. عادة ما يشعر المرضى بألم لمدة ساعتين إلى ثلاث ساعات، لكن المرضى الأصغر سنًا يميلون إلى التكيف في وقت أقرب (على سبيل المثال، من ساعة إلى ساعة ونصف الساعة) يعد تطبيق حزام الرأس أحد الأجهزة المتاحة الأكثر فائدة من أجل تقويم الأسنان عند النظر في تصحيح سوء الإطباق من الصنف الثاني.

## قناع الوجه أو حزام الرأس العكسي
قناع الوجه أو حزام الرأس العكسي: هو جهاز تقويم للأسنان يستخدم عادةً عند المرضى في طور النمو من أجل تصحيح حالات سوء العضة (مشاكل تقويم الأسنان من الصنف الثالث تقنيًا) عن طريق كبح نمو الفك السفلي أماميًا والمساعدة في نمو الفك العلوي، ما يسمح له بالنمو ليوازي حجم الفك السفلي. يجب ارتداء قناع الوجه أو حزام الرأس المعكوس ما بين 12 و23 ساعة يوميًا، ولكن عادة ما يُرتدى من 14 إلى 16 ساعة يوميًا في تصحيح سوء العضة السفلية.
عادة ما تكون الفترة الإجمالية لحل المشكلة ما بين 12 إلى 18 شهرًا اعتمادًا على شدة العضة ومقدار نمو فكي المريض وعظامه خلال هذا الوقت.
يتكون الجهاز عادةً من إطار أو أشرطة مركزية مربوطة برأس المريض، يحتوي الإطار على قسم يوضع أمام فم المريض، ويسمح بربط الأربطة المطاطية مباشرة بمنطقة الفم. ثم تُربط هذه الأشرطة المطاطية بأقواس المريض (الأقواس والخطافات) أو الأجهزة المثبتة في فمه. يخلق هذا قوة سحب إلى الأمام من أجل دفع الفك العلوي أماميًا.
يتكون قناع الوجه المستخدم من أجل تقويم الأسنان عادة من ثلاثة مكونات رئيسة:
1. إطار الوجه: أولاً، إطار الوجه: هو هيكل معدني وبلاستيكي يُضبط من أجل مناسبة وجه المريض. يستقر الإطار عادة على وجه الطفل بمساعدة كابح الذقن ومنصة الجبهة. تُبطن هذه الأدوات من أجل ضمان راحة المريض. يحتوي الإطار عادةً على شريط أفقي يضبطه اختصاصي تقويم الأسنان، فيوضع بشكل صحيح أمام فم المريض من أجل الحصول على المطاط المناسب لتطبيق القوة في الاتجاه المطلوب. يحتوي الشريط على عدد من الخطافات (من أربعة إلى ستة حسب نوع الجهاز)، وتسمح الخطافات لجهاز التقويم بربط المطاط أو النوابض مباشرة من قناع الوجه في فم المريض. يسمح الإطار للمريض بتحريك رأسه والتحدث بحرية. عادةً ما تكون جميع الأنشطة الفموية محدودة أو مقيدة، مثل الأكل أو ممارسة الرياضة أو العزف على آلات موسيقية نفخية، ينصح الأطباء باستخدام الشفاطة عند الشرب حتى لا يُزال الجهاز بالكامل في الليل أو في النهار عندما يعطش المريض.
2. قناع الوجه: تحتوي بعض أقنعة الوجه وجميع أحزمة الرأس العكسية على جزء ثانٍ يتكون من حزام رأس، ويتكون من عدد من الأشرطة الملائمة حول رأس المريض. في هذه الحالة، يُستخدم غطاء الرأس من أجل تثبيت إطار الوجه الموصوف أعلاه والتأكد من تثبيته بشكل صحيح في موضعه المناسب.
3. المرتكز: المكون الثالث والأخير هو مرتكز الفم -عادةً باستخدام أشرطة مطاطية- يصل قناع الوجه إلى فم المريض. يربط المطاط على الخطافات أو غيرها من الأجهزة المناسبة عبر الفم. نظرًا لأن المواد المطاطية مرنة، فقد يستخدم ما يصل إلى ستة أنواع من المطاط من أجل توفير قوى أمامية وجانبية متعددة على أسنان المريض وقوسه، مع السماح للمريض بفتح فكه وإغلاقه بحرية.